# Ingegerd Anderlund
Signe Ingegerd Anderlund, född Löfstedt den 3 mars 1933 i Köpingebro-Kabusa, död den 29 april 2001 i Bunkeflo församling, var ett svenskt vårdbiträde och socialdemokratisk riksdagsledamot.
Åren 1950–1952 arbetade hon som hembiträde, 1955–1957 på Wilax AB och 1962–1967 som städerska. Åren 1969-1985 arbetade hon inom hemtjänsten.
Anderlund var riksdagsledamot för Socialdemokraterna från 1985 till 1991, invald i Fyrstadskretsen. I riksdagen var hon suppleant i Socialförsäkringsutskottet och Försvarsutskottet. Hon hade även uppdrag som styrelseledamot för avdelning 13, sektion 13 inom Kommunalarbetarförbundet.
Anderlund var dotter till Ferdinand Löfstedt och Gunhild, född Jönsson. Hon gifte sig 1952 med Knut Anderlund. Ingegerd Anderlund är gravsatt i minneslunden på Limhamns kyrkogård i Malmö.